# Der Westerner
Der Westerner (Alternativer Titel In die Falle gelockt; Originaltitel The Westerner) ist ein US-amerikanischer Western von Regisseur William Wyler aus dem Jahr 1940 mit Gary Cooper in der Hauptrolle.

## Handlung
Cole Hardin reitet in die texanische Kleinstadt Vinegaroon, die vom selbsternannten Friedensrichter Roy Bean beherrscht wird, der seine Urteile gewöhnlich in seinem eigenen Saloon fällt. Der unschuldige Cole Hardin wird verdächtigt, ein gestohlenes Pferd zu reiten. Um aus der Sache heil herauszukommen, schwindelt er eine Bekanntschaft mit der Schauspielerin Lily Langtry vor, für die Roy Bean eine Schwäche hat. Unter der Bedingung, eine Haarlocke von ihr zu beschaffen, wird sein Todesurteil ausgesetzt.
Diese Frist reicht Cole Hardin, den wirklichen Täter zu stellen. Er macht Bekanntschaft mit der Farmerstochter Jane Ellen Mathews, in die er sich verliebt und die ihm von Streitigkeiten zwischen den Ranchern und den Farmern berichtet. Roy Bean steht in dieser Sache auf der Seite der Rancher. Er bringt dem Richter die versprochene Haarlocke, die eigentlich von Jane stammt. Die Farmer versuchen Roy Bean zu lynchen, was Cole Hardin verhindert. Er kann Roy Bean jedoch nicht von einer friedlichen Beilegung des Konfliktes überzeugen. Sie werden Gegner. Als die Maisfelder in Flammen aufgehen und der Vater von Jane umkommt, wird Cole Hardin zum Sheriff gewählt, um den Richter zu verhaften.
Die Verhaftung in dem in Langtry umgetauften Vinegaroon ist unmöglich. Eine Gelegenheit ergibt sich, als sich Roy Bean in das nahe Fort Davis begibt, um Lily Langtry endlich sehen zu können. Er reserviert ein ganzes Theater für sich alleine und wartet gespannt auf ihren Auftritt. Als sich der Vorhang hebt, sieht er Cole Hardin. Es kommt zu einem Schusswechsel. Cole Hardin trägt den tödlich verletzten Roy Bean zu Lily Langtry, wo er stirbt. Cole Hardin kehrt zu Jane zurück.

## Entstehung
Das Drehbuch, an dem auch W. R. Burnett, Lillian Hellman und Oliver La Farge mitschrieben, basiert auf einer Geschichte von Stuart N. Lake, der dafür eine Oscar-Nominierung erhielt. Die Filmhandlung greift zwar historische Figuren wie den selbsternannten, als exzentrisch geltenden Wildwest-Richter Roy Bean oder auch Lillie Langtry auf, entfernt sich aber in vielen Punkten von deren Biografie. So starb der echte Roy Bean nicht gewaltsam durch einen Schusswechsel, sondern erst 1903 mit Ende Siebzig eines natürlichen Todes.
Samuel Goldwyn produzierte seinen letzten Film für die United Artists. Kurz vor der Uraufführung ließ er die Filmmusik von Dimitri Tiomkin durch eine Arbeit von Alfred Newman ersetzen. Für Regisseur William Wyler war es der erste Western seit der Stummfilmzeit. Hauptdarsteller Gary Cooper arbeitete nach Mein Mann, der Cowboy zum zweiten Mal mit Walter Brennan zusammen, der für seine Leistung seinen dritten Oscar als bester Nebendarsteller erhielt.

## Rezeption
Der Film erhielt ein gutes Presseecho, was sich auch in den Auswertungen US-amerikanischer Aggregatoren widerspiegelt. So erfasst Rotten Tomatoes ausschließlich positive Besprechungen und ordnet den Film dementsprechend als „Frisch“ ein. Laut Metacritic fallen die Bewertungen im Mittel „Grundsätzlich Wohlwollend“ aus.

„Um die authentische Figur des berüchtigten Verbrechers Judge Roy Bean konstruierte, ironische Westernhandlung, die fesselnd und unterhaltsam in Szene gesetzt ist und Walter Brennan in der Rolle des Bösewichts einen Oscar einbrachte.“

„William Wyler bettet die schöne Geschichte einer absonderlichen Partnerschaft in einige der ewigen Unruhethemen des Westens: den Kampf ums Land zwischen Viehzüchtern und Siedlern; die heikle Justiz in einem Land, in dem nicht nur Kriminelle, sondern auch Richter ohne das Gesetzbuch auskommen; schließlich die Probleme einer Gesellschaft von Männern ohne Frauen.“

„[W]undervolle Kameraarbeit.“

„Ein […] sehr sorgfältig inszenierter Film, der vor allem durch seine präzise psychologische Zeichnung Interesse verdient. Empfehlenswert ab 14 Jahren.“

1941 erhielt der Film den Oscar in der Kategorie Bester Nebendarsteller sowie Nominierungen in den Kategorien Beste Originalgeschichte und Bestes Szenenbild in einem Schwarzweißfilm.

## Deutsche Fassungen
Der Film gelangte 1951 als In die Falle gelockt in die bundesdeutschen Lichtspielhäuser. Diese Synchronfassung entstand 1950 durch die Linzer Film, Berlin unter der Synchronregie und nach dem Dialogbuch von C. W. Burg. Gary Cooper bekam die Stimme von Siegfried Schürenberg. Die heute gebräuchliche Synchronisation stammte aus der 1967 als Der Westerner ausgestrahlten Fernsehfassung für die ARD, in der Gary Cooper die Stimme von Klaus Kindler erhielt.
| Figur              | Darsteller      | Deutscher Sprecher    | Deutscher Sprecher 1967 |
| ------------------ | --------------- | --------------------- | ----------------------- |
| Cole Hardin        | Gary Cooper     | Siegfried Schürenberg | Klaus Kindler           |
| Richter Roy Bean   | Walter Brennan  | Paul Bildt            | Klaus W. Krause         |
| Jane Ellen Mathews | Doris Davenport | Gudrun Genest         | Helga Trümper           |
| Caliphet Mathews   | Fred Stone      |                       | Bum Krüger              |
| Wade Harper        | Forrest Tucker  |                       | Reinhard Glemnitz       |
| Chickenfoot        | Paul Hurst      |                       | Wolfgang Hess           |